# Partito Social Democratico Romeno (storico)
Il Partito Social Democratico Romeno (in rumeno Partidul Social Democrat din România, PSDR) è stato un partito politico rumeno.
Nacque nel 1927, riunendo la maggior parte delle tendenze socialiste formatesi nel paese tra la fine del XIX secolo e gli inizi del XX. Nonostante una leadership comune, tuttavia, non fu capace di contenere ulteriori scissioni, attratte dall'emergente Partito Comunista Rumeno (PCR). Proponendosi come maggior gruppo di orientamento socialdemocratico in Romania, il PSDR fu presente in parlamento tra il 1928 e il 1933, mentre rimase attivo in condizione di clandestinità sotto gli anni delle dittature di Carlo II e Ion Antonescu tra il 1938 e il 1944.
Nel 1946 la corrente maggioritaria decise di concorrere al fianco del PCR alle elezioni di quell'anno decretando, due anni più tardi, la fusione con il Partito Comunista. La fazione contraria all'alleanza con il PCR guidata da Constantin Titel Petrescu formò il Partito Social Democratico Indipendente (PSDI) che, nel 1948, fu messo al bando dalla neonata repubblica socialista di Petru Groza.
Nel 1990 il rifondato Partito Social Democratico Romeno ne raccolse l'eredità e si dichiarò continuatore diretto del pensiero socialdemocratico rappresentato dal partito "storico" di Petrescu.

## Storia

### La diffusione del socialismo in Romania

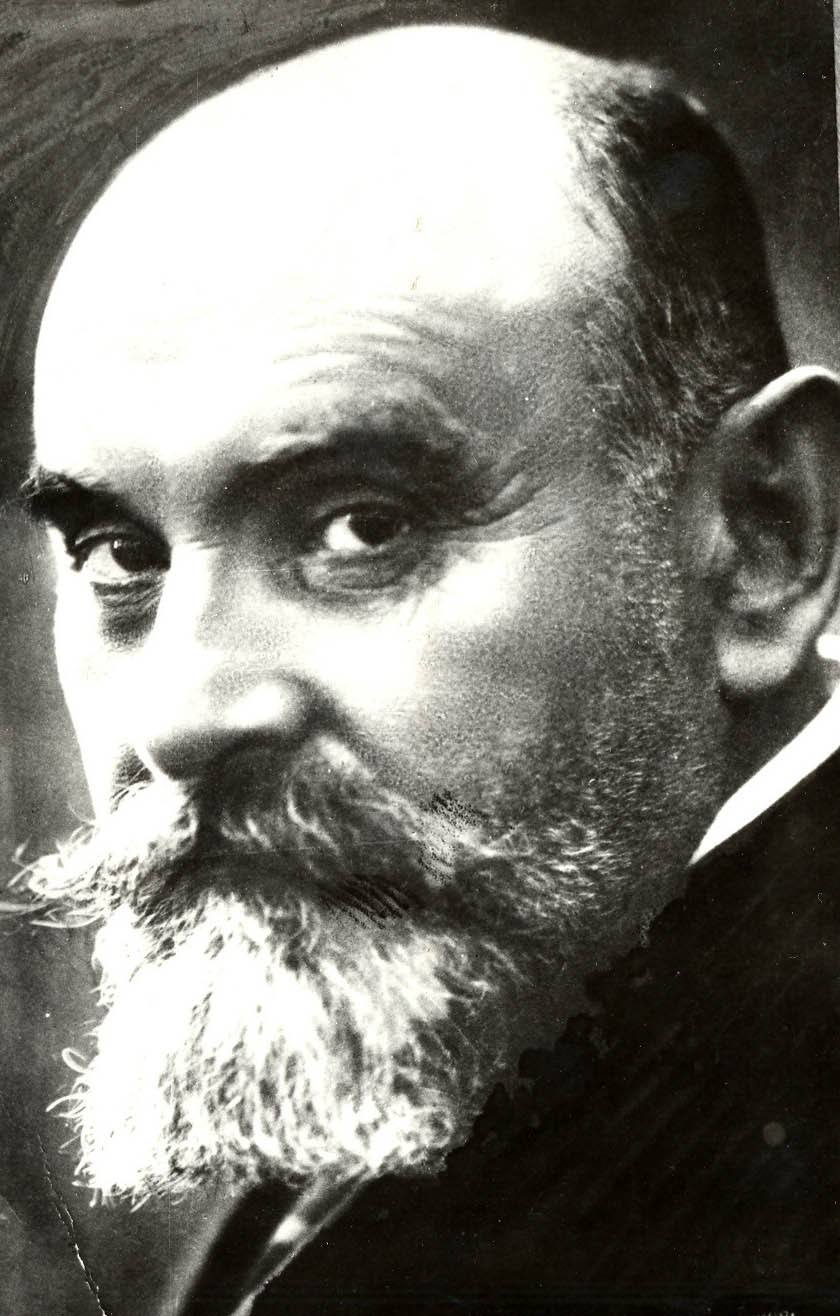
Constantin Dobrogeanu-Gherea, nato nell'Impero russo nel 1858 con il nome di Solomon Katz

Il pensiero socialista si diffuse in Romania nel XIX secolo nel solco del più ampio dibattito europeo sulla questione. Prima ancora della proclamazione del Regno di Romania (1881) nacquero diverse riviste che risentivano dell'influenza culturale francese: Telegraful român (1865), Analele tipografice (1869), Uvrierul și Lucrătorul român (1872) e fu intorno a queste che si formarono diversi ristretti circoli intellettuali di ispirazione socialista. Tra le personalità del primo socialismo romeno vi furono Titus Dunca, Zamfir Arbore e i fratelli Ioan e Gheorghe Nădejde.
Nel decennio successivo, l'arrivo nel paese di esuli provenienti dalla Russia e dalla Bessarabia contribuì decisamente allo sviluppo della dottrina socialista. Si trattò soprattutto di intellettuali perseguiti dalle autorità zariste, considerati vicini al pensiero narodnicista, che riconosceva alla classe contadina il ruolo di protagonista della storia e di motore della rivoluzione socialista. Tra questi vi furono Constantin Dobrogeanu-Gherea, Nicolae Zubcu-Codreanu e N. Russel, che rafforzarono in Romania l'adesione alle teorie anarchiche, dominanti in Russia, e a quelle socialdemocratiche di tipo tedesco. Nel 1881 nacque la rivista Contemporanul, sulla quale apparvero le pubblicazioni di molti scrittori e giornalisti filosocialisti, quali Vasile Conta, Constantin Dobrogeanu-Gherea, Vasile G. Morțun, Theodor Speranția, Sofia Nădejde, Anton Bacalbașa, Constantin Mille e Vasile Lateș. Questi rinnovarono il pensiero socialista romeno, sostenendo la necessità per il movimento di partecipare alla lotta politica legale.
Nel 1886 Gherea pubblicò l'opera Ce vor socialiștii români? Expunerea socialismului științific și Programul socialist (italiano: Cosa vogliono i socialisti romeni? Spiegazione del socialismo scientifico e il Programma socialista), un'analisi della società romena, nella quale si reclamavano la formazione di un partito socialista romeno e l'applicazione di una serie di altre rivendicazioni democratiche (suffragio universale, libertà di stampa, parità tra i sessi).

### Primi partiti socialisti

Mappa che mostra la presenza del socialismo in Romania nel periodo 1870-1914

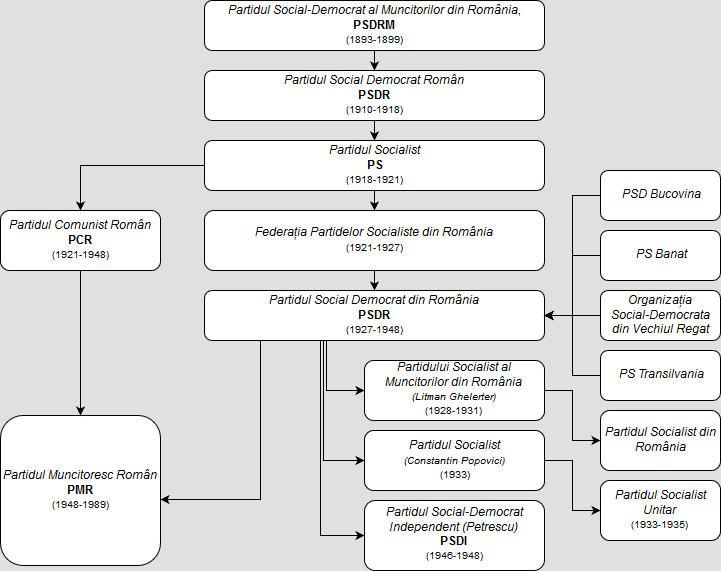
Diagramma di evoluzione delle componenti del Partito Social Democratico Romeno (PSDR) dal 1893 al 1948

Il 31 marzo 1893 fu fondato il Partito Social Democratico dei Lavoratori di Romania (rumeno: Partidul Social-Democrat al Muncitorilor din Romȃnia, PSDRM). Tra i suoi dirigenti figuravano Ioan Nădejde, Vasile G. Morțun, Constantin Dobrogeanu-Gherea, Ion C. Frimu, Mihail Gheorghiu-Bujor, Christian Georgievič Rakovskij, Dimitrie Marinescu, Gheorghe Cristescu e Ilie Moscovici. Il programma adottato, ispirato agli scritti di Gherea e al Programma di Erfurt pubblicato nel 1891 dal Partito Socialdemocratico di Germania, definiva il PSDMR come rappresentante del proletariato romeno. Il partito puntava all'istituzione del suffragio universale, di una legislazione sul lavoro, di una riforma radicale del sistema agrario in favore dei contadini, dell'istruzione obbligatoria gratuita, del riconoscimento del diritto d'associazione, all'introduzione di un'imposta progressiva sul reddito, alla decentralizzazione amministrativa e all'autonomia dei comuni. Il gruppo, tuttavia, si collocò su una posizione moderata, accettando l'esistenza del quadro costituzionale vigente. Alla guida del partito vi fu un triumvirato composto da Gherea, Nădejde e Morțun. Il PSDRM sopravvisse fino al 1899, quando il conflitto tra riformisti e rivoluzionari portò allo scioglimento di tutte le sue associazioni locali, ad eccezione di quella di Bucarest, nella quale continuarono le proprie attività Ion C. Frimu, C. Z. Buzdugan e Christian Rakovskij.
Il 31 gennaio 1910 fu fondato il Partito Social Democratico Romeno (rumeno: Partidul Social Democrat Român, PSDR), condotto da Ion C. Frimu, Mihai Gheorghiu Bujor, Christian Georgievič Rakovskij, Dimitrie Marinescu e Constantin Vasilescu. Gherea continuò ad avere un ruolo fondamentale per il pensiero del nuovo gruppo. Nel suo lavoro Neoiobăgia trattò lo sviluppo storico della Romania del XIX e XX secolo, promuovendo l'applicazione di riforme sostanziali per l'ammodernamento della struttura sociale agricola, in campo politico ed economico. Il PSDR partecipò alla Seconda Internazionale socialista, prendendo parte ai congressi sul pacifismo di Basilea (1912) e Copenaghen (1913). La prima guerra mondiale, tuttavia, limitò l'influenza del partito, che fu ridotto alla clandestinità dopo l'entrata in guerra della Romania al fianco delle nazioni alleate.
Al termine del conflitto il partito si fece portavoce della democratizzazione del paese e invocò la sua trasformazione in una società socialista. Nel dicembre 1918 cambiò nome in Partito Socialista (romeno: Partidul Socialist, PS) ed iniziò ad integrare i gruppi socialisti presenti nei territori assegnati alla Romania dopo la conferenza di pace di Parigi (Transilvania, Bucovina, Banato). Nonostante i propositi, tale fase del partito fu caratterizzata dalla nascita di numerose fazioni e gruppi dissidenti. Da uno di questi sarebbe nato il Partito Comunista Rumeno (PCR), mentre un'altra minoranza il 19 giugno 1921 formò la Federazione dei partiti socialisti di Romania (rumeno: Federația Partidelor Socialiste din România).

### La creazione del Partito Social Democratico

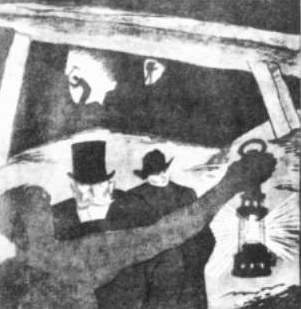
Una caricatura di Nicolae Tonitza del dicembre 1922 che ironizza sui sostenitori del socialismo:
Il padrone dice al minatore: «Socialista? Anche mio figlio è socialista, però senza scioperare... per questo ha già un capitale»

La Federazione dei partiti socialisti di Romania inglobò il PSD della Bucovina, il PS del Banato, il PS della Transilvania e l'organizzazione social-democratica del vecchio regno. La centralizzazione di tutti i movimenti socialisti del paese fu l'atto costitutivo del Partito Social Democratico di Romania (rumeno: Partidul Social Democrat din România, PSDR), nato ufficialmente in occasione del congresso del 27 maggio 1927. Tra i suoi membri figuravano Gheorghe Grigorovici, Constantin Titel Petrescu, Ilie Moscovici, Șerban Voinea, Iosif Jumanca, Ioan Flueraș, Ștefan Voitec, Lotar Rădăceanu, Theodor Iordănescu e Ion Pas.
Nel programma adottato fu proposta l'abolizione dello sfruttamento economico della nazione attraverso la conquista del potere dello Stato e la socializzazione dei mezzi di produzione. Il PSDR si propose di istituire il suffragio universale per tutti i cittadini sopra i 20 anni, la nomina del governo da parte del parlamento, un sistema di protezione sociale per i lavoratori, il rafforzamento dei mezzi dei piccoli agricoltori, lo sviluppo della pubblica istruzione.
A livello politico, nel febbraio del 1928 il PSDR realizzò un accordo con il Partito Nazionale Contadino (PNȚ) per escludere dal potere l'egemone Partito Nazionale Liberale (PNL), che in quel momento guidava il governo con Vintilă Brătianu. Ciò condusse alla creazione di una coalizione per le elezioni parlamentari del 1928, che portarono il leader del PNȚ Iuliu Maniu a vestire la carica di primo ministro e diedero 9 deputati al PSDR. I socialisti confermarono i loro seggi parlamento anche nelle successive tornate elettorali del giugno 1931 e del luglio 1932 (rispettivamente con 6 e 7 deputati).
A causa del lento riformismo adottato dalla linea principale del partito, tuttavia, seguì un periodo di scissioni delle ali più radicali. Il 25 luglio 1928 il gruppo guidato da Litman Ghelerter e Ștefan Voitec pose le basi per il Partito socialista dei lavoratori di Romania (rumeno: Partidul Socialist al Muncitorilor din România) che, nel settembre 1931, cambiò nome in Partito Socialista di Romania (rumeno: Partidul Socialist din România). Nel febbraio 1933 si staccò il gruppo con a capo Constantin Popovici, che in agosto formò il Partito Socialista Unitario (rumeno: Partidul Socialist Unitar).
Dopo l'instaurazione della dittatura regale di Carlo II (10 febbraio 1938), alcuni rappresentanti del PSDR lasciarono la socialdemocrazia e aderirono al partito unico promosso dal re, il Fronte di rinascita nazionale (rumeno: Frontului Renașterii Naționale, FRN). Messi fuorilegge tutti i partiti ad eccezione del FRN, il PSDR continuò le proprie attività in clandestinità sotto la guida di Constantin Titel Petrescu. Benché in trattativa per la fusione con l'emergente Partito Comunista Rumeno (PCR) nel nome della lotta antifascista, i socialdemocratici interruppero i contatti con i comunisti, poiché questi nel 1940 sostennero l'Unione Sovietica nel suo progetto di occupazione della Bessarabia e della Bucovina settentrionale.
Nel tardo 1940, la dittatura fascista di Ion Antonescu e l'appoggio di questo alla Germania nazista cambiarono le prospettive del partito. Nel 1943 si costituì un nuovo comitato esecutivo guidato da Constantin Titel Petrescu. Impegnato nelle azioni per portare il paese al ritiro dalla seconda guerra mondiale, il 1º maggio 1944 il PSDR concluse con il PCR un accordo riguardante la creazione del Fronte unico dei lavoratori (rumeno: Frontul Unic Muncitoresc) e, il 20 giugno, partecipò al Blocco Nazional-democratico (rumeno: Blocul Național-Democratic) con i rappresentanti del PNȚ, del PNL e del PCR, concordando un programma che prevedeva il rovesciamento di Antonescu, con il conseguente ritiro dall'alleanza con la Germania, l'avvicinamento alle Nazioni Unite e il ristabilimento della democrazia in Romania.

### Scissione di Petrescu e fusione con il PCR

Constantin Titel Petrescu

Dopo il colpo di Stato del 23 agosto 1944 da parte del nuovo re Michele I, che esautorò Antonescu, il PSDR partecipò con alcuni ministeri ai primi governi provvisori. Nell'ottobre 1944 aderì al Fronte nazionale democratico (rumeno: Frontul Național Democrat, FND) ma, al momento dell'instaurazione del governo filocomunista di Petru Groza (marzo 1945), temendo la creazione di uno Stato comunista sotto l'egida dell'Unione Sovietica, Petrescu e altri leader si rifiutarono di collaborare con il nuovo primo ministro. La parte maggioritaria del PSDR, tuttavia, era incline all'appoggio al PCR. Tali diversità si confrontarono durante la conferenza del PSDR dell'1-2 dicembre 1945, nel corso della quale i delegati del partito stabilirono a maggioranza la partecipazione in liste comuni con il PCR per le elezioni in programma nel novembre 1946.
Tale decisione fu confermata nel corso del XVII congresso straordinario del partito del 10 marzo 1946. Contestualmente, la fazione di Petrescu fu esclusa dal PSDR e il 9 maggio si ricostituì intorno alla sigla di Partito Social Democratico Indipendente (rumeno: Partidul Social-Democrat Independent, PSDI). Nel proprio statuto il PSDI si professava come il partito custode del vero pensiero socialdemocratico romeno.
Alle elezioni di novembre il PSDR, quindi, prese parte alla grande coalizione del Blocco dei partiti democratici (rumeno: Blocul Partidelor Democrate) insieme al PCR e ad altre formazioni minori, conquistando la maggioranza dei seggi del nuovo parlamento monocamerale. La vittoria portò al PSDR 81 deputati e, dopo la riconferma di Groza a primo ministro, gli furono assegnati 4 ministeri e 3 sottosegretariati. La fazione di Petrescu, invece, ottenne appena l'1% delle preferenze.
Il 23 febbraio 1948 fu celebrata la fusione tra PSDR e PCR (nacque il Partito dei Lavoratori Rumeno), mentre due mesi più tardi la nuova repubblica socialista mise al bando tutti gli altri partiti. I leader del PSDI furono arrestati, mentre il pluralismo politico e la socialdemocrazia sparirono dalla vita politica romena fino al 1989.
Dopo la Rivoluzione romena del 1989 che rovesciò il regime comunista, nel 1990 Sergiu Cunescu rifondò il Partito Social Democratico Romeno, dichiarandosi continuatore diretto del pensiero socialdemocratico rappresentato dal partito "storico" di Petrescu.

## Risultati elettorali

### Partito Socialista
| Elezione          | Elezione | Voti | %   | Seggi    |
| ----------------- | -------- | ---- | --- | -------- |
| Parlamentari 1919 | Camera   | N/A  | N/A | 7 / 568  |
| Parlamentari 1919 | Senato   | N/A  | N/A | 0 / 216  |
| Parlamentari 1920 | Camera   | N/A  | N/A | 19 / 366 |
| Parlamentari 1920 | Senato   | N/A  | N/A | 3 / 166  |

### Federazione dei partiti socialisti di Romania
| Elezione          | Elezione | Voti   | %    | Seggi   |
| ----------------- | -------- | ------ | ---- | ------- |
| Parlamentari 1922 | Camera   | N/A    | N/A  | 1 / 372 |
| Parlamentari 1922 | Senato   | N/A    | N/A  | 0 / 148 |
| Parlamentari 1926 | Camera   | 40.594 | 1,60 | 0 / 387 |
| Parlamentari 1926 | Senato   | N/A    | N/A  | 0 / 115 |

### Partito Social Democratico Romeno (PSDR)
| Elezione          | Elezione | Voti      | %     | Seggi    |
| ----------------- | -------- | --------- | ----- | -------- |
| Parlamentari 1927 | Camera   | 50.059    | 1,80  | 0 / 387  |
| Parlamentari 1927 | Senato   | N/A       | N/A   | 0 / 113  |
| Parlamentari 1928 | Camera   | 2.208.922 | 79,20 | 9 / 387  |
| Parlamentari 1928 | Senato   | N/A       | N/A   | 0 / 110  |
| Parlamentari 1931 | Camera   | 94.957    | 3,30  | 6 / 387  |
| Parlamentari 1931 | Senato   | N/A       | N/A   | 0 / 110  |
| Parlamentari 1932 | Camera   | 101.068   | 3,50  | 7 / 387  |
| Parlamentari 1932 | Senato   | N/A       | N/A   | 0 / 113  |
| Parlamentari 1933 | Camera   | 37.672    | 1,30  | 0 / 387  |
| Parlamentari 1933 | Senato   | N/A       | N/A   | 0 / 108  |
| Parlamentari 1937 | Camera   | 28.840    | 1,00  | 0 / 387  |
| Parlamentari 1937 | Senato   | N/A       | N/A   | 0 / 113  |
| Parlamentari 1939 | Camera   | N/A       | N/A   | 0 / 258  |
| Parlamentari 1939 | Senato   | N/A       | N/A   | 0 / 88   |
| Parlamentari 1946 | Camera   | 4.773.689 | 69,80 | 81 / 414 |

### Partito Social Democratico Indipendente (PSDI, Petrescu)
| Elezione          | Elezione | Voti   | %    | Seggi   |
| ----------------- | -------- | ------ | ---- | ------- |
| Parlamentari 1946 | Camera   | 65.528 | 1,00 | 0 / 414 |